# Eduard Oscar Schmidt
Eduard Oscar Schmidt (Torgau, 21. veljače 1823. – Kappelrodeck, 17. siječnja 1886.), bio je njemački zoolog.
Prvo je studirao matematiku i znanost na sveučilištu u Halleu. Potom se je nastavio školovati u Berlinu, gdje su na nj utjecali Christian Gottfried Ehrenberg i Johannes Peter Müller. 1847. je primio habilitaciju na sveučilištu u Jeni, gdje je postao pomoćnim profesorom tijekom sljedeće godine. 1855. je dobio mjesto profesora zoologije na sveučilištu u Krakovu (današnje Jagelonsko sveučilište). Poslije je predavao na sveučilištima u Grazu (od 1857.) i Strasbourgu (od 1872.).
Promicao je darvinističku misao o evoluciji. Pamti ga se kao istraživača Porifera (spužve), posebice vrsta iz Jadranskog mora.
1862. je pokazao da će se odresci spužava prikačiti i rasti. Ideju je sproveo u pokusima hrvatski znanstvenik Grgur Bučić na otoku Hvaru 1863. – 1872, ali s ovim se je pokusima prestalo zbog neprijateljskog stava mjesnih ribara.

## Pisani radovi
Ugled je izgradio priručnikom komparativne anatomije. 9. izdanje se prema Langu zvalo Lehrbuch der vergleichenden Anatomie der wirbellosen Tiere (1888-1894). Schmidt je značajno pridonio Brehms Tierlebenu. Bio je autorom nekoliko traktata o spužvama. Ovo su njegovi glavni radovi. 
- Bilder aus dem Norden - Slike sjevera, temelji se na njegovoj drugoj ekspediciji na Ovčje otoke i Nordkappu, 1851.
- Goethes Verhältnis zu den organischen Naturwissenschaften, (1853.)
- Lehrbuch der Zoologie, 1854.
- Die Entwicklung der vergleichenden Anatomie, 1855.
- Die Spongien des adriatischen Meeres - Spužve Jadranskog mora, 1862.
- Das Alter der Menschheit und das Paradies, (suautor Franz Unger, 1866.)
- Descendenzlehre und Darwinismus (1873., 3. izd. 1884).
- Leitfaden der Zoologie (4. izd. 1882.)
- Die Säugethiere in ihrem Verhältnis zur Vorwelt, (1884.)

## Vanjske poveznice
- Die Säugethiere in ihrem Verhältnis zur Vorwelt na Google knjigama